# Mosquiter d'ulleres familiar
El mosquiter d'ulleres familiar (Phylloscopus intermedius) és una espècie d'ocell de la família dels fil·loscòpids (Phylloscopidae). Es troba a Bangadesh, Bhutan, Xina, l'Índia, Laos, Myanmar, Nepal i Vietnam. Els seus hàbitats principals són els boscos tropicals i subtropicals de frondoses humits de les terres baixes i de l'estatge montà. El seu estat de conservació es considera de risc mínim.